# Rigshofmester
Rigshofmesteren blev under Erik 7. af Pommern i begyndelsen af 1400-tallet et betydeligt embede, som overtog drostens funktion som rigets førsteminister og regnskabsfører. Han var som regel også statholder i København og den verdslige leder af rigsrådet. Tidligere havde hofmesteren blot stået i spidsen for det kongelige hof.
Han varetog den indre forvaltning og husholdningen og førte også tilsyn med kronens gods og indkomster. Ifølge Kristian III's håndfæstning af 1536 kunne rigshofmesteren og nogle andre personer i rigsrådet tage imod klager fra dem som var blevet uretfærdigt behandlet af kongen, og pålægge kongen at godtgøre de forurettede. Hvis han ikke gjorde det, måtte rigsrådet dømme i tvisten. I samme dokument bestemtes det udtrykkeligt at embedet altid skulle være besat og at det skulle indehaves af en indfødt dansk adelsmand. I begyndelsen var det kongen alene der bestemte, hvem han ville have siddende på posten, men i Fredrik III's håndfæstning af 1648 bestemtes det at når posten blev ledig, skulle rådet forelægge kongen tre forslag, som han derefter skulle vælge mellem.
Rigshofmesteren kunne ikke afskediges og var ikke ansvarlig overfor andre myndigheder end rigsrådet. Gennem en forordning fra 1651 blev han selvskrevet medlem i en formynderregering.
Embedet blev afskaffet ved enevældens indførelse i 1660.
| Hr. Frentzel                                                                                  | 1373      |
| Degenhard Buggenhagen                                                                         | 1385      |
| Bent Byg Grubbe                                                                               | 1387      |
| Mikkel Rud                                                                                    | 1397      |
| Jens Due                                                                                      | 1400-1409 |
| Anders Jacobsen Lunge                                                                         | 1412-1413 |
| Jens Due                                                                                      | 1414-1416 |
| Anders Jacobsen Lunge                                                                         | 1417-1423 |
| Erik Krummedige                                                                               | 1424      |
| Albrecht Morer                                                                                | 1439-1440 |
| Erik Nielsen Gyldenstjerne                                                                    | 1441-1442 |
| Otte Nielsen Rosenkrantz                                                                      | 1445-1452 |
| Niels Eriksen Gyldenstjerne                                                                   | 1453-1456 |
| Erik Ottesen Rosenkrantz                                                                      | 1456-1480 |
| Strange Nielsen Strangesen                                                                    | 1482-1487 |
| Poul Laxmand                                                                                  | 1489-1502 |
| Niels Eriksen Rosenkrantz                                                                     | 1513-1515 |
| Frants Rantzau                                                                                | 1632      |
| Corfitz Ulfeldt                                                                               | 1641-1651 |
| Joachim Gersdorff                                                                             | 1651-1660 |
| Kilde: William Christensen: Dansk Statsforvaltning i det 15. Aarhundrede, København 1903/1974 |           |

## Sverige
Embedet blev overført fra Danmark til Sverige. Det omtales første gang i i unionsförslaget af 1436. Der står det at kongen i alle sine riger udover en rigsdrost og en rigsmarsk også skal have en rigshofmester, som "regerer kongens gård", det vil sige tager sig af rigets finanser. I 1440-tallet ser det ud til at hofmesteren i visse sammenhænge har erstattet drosten som rigets fornemste embedsmand.
Den første, som havde embedet, var Bengt Jönsson (Oxenstierna). Efter Christoffers død i 1448 blev han en af rigsforstanderne. I tiden der kom fandtes der ikke nogen drost, men derimod nogle der havde titlen rigshofmester. Det var Erik Eriksson under Karl Knutssons regering og Erik Axelsen (Thott), som udnævntes 1457 af Christian 1..
Ved Kong Hans' kroning i 1497 udnævntes Sten Sture den ældre til rigshofmester. Embedet stod ubesat indtil Gustav Vasa, da han blev udnævnt til konge i 1523, udnævnte Ture Jönsson til rigshofmester. Ved Erik XIVs kroning i 1561 udnævntes Per Brahe den ældre til Sveriges sidste rigshofmester.
Siden man i 1569 genindførte embedet rigsdrost, holdt man op med at udnævne rigshofmestre. Nogle af rigshofmesterens opgaver blev senere overtaget af rigsmarskallen.

## Norge
Også i Norge fandtes der i middelalderen nogle gange rigshofmestre. De mest kendte var Hartvig Krummedige fra 1453 og Niels Henrikssön Gyldenlöve, død 1523.